# متغیر آرآر شلیاقی
متغیر آرآر شلیاقی نام دسته‌ای از ستارگان متغیر است که دوره مشخصی دارند و به عنوان روشی برای فاصله‌یابی میان کهکشانی استفاده می‌شود. این نوع ستاره بیشتر در خوشه کروی‌یافت می‌شود.
نام این متغیر برگرفته از نام ستاره آرآر شلیاق‌است که در شلیاق قرار دارد.
این ستارگان در رده‌بندی در دسته A (و به‌ندرت F) قرار می‌گیرند، جرم آنها نصف جرم خورشید است.
این ستارگان مشابه متغیر دلتا قیفاوسی انگاشته می‌شوند.